# لوز أبو قير
لوز أبو قير نوع فاخر من الحلوى، يُحضّر من عجينة اللوز المحشوة، ويُغطّى بطبقة رقيقة من السكر. يتم إنتاج هذه اللوز في منطقة أبو قير في مصر. يتم تحضير الحلوى باستخدام اللوز الكامل الذي يتم تبييضه، ثم تحميصه ووضعه جانبًا. يتم بعد ذلك تحويل المزيد من اللوز إلى عجينة وتلوينها باللون الأخضر أو الوردي. يتم ضغطها على شكل كرة أو بيضاوي. وهو عبارة عن كيرش بنكهة وشكل اللوز الأخضر ومحشو باللوز المحمص المبيض. ثم يتم غمس المنتج في شراب السكر الساخن ووضعه على ورق البرشمان ليجف.